# Fiesta del Judas

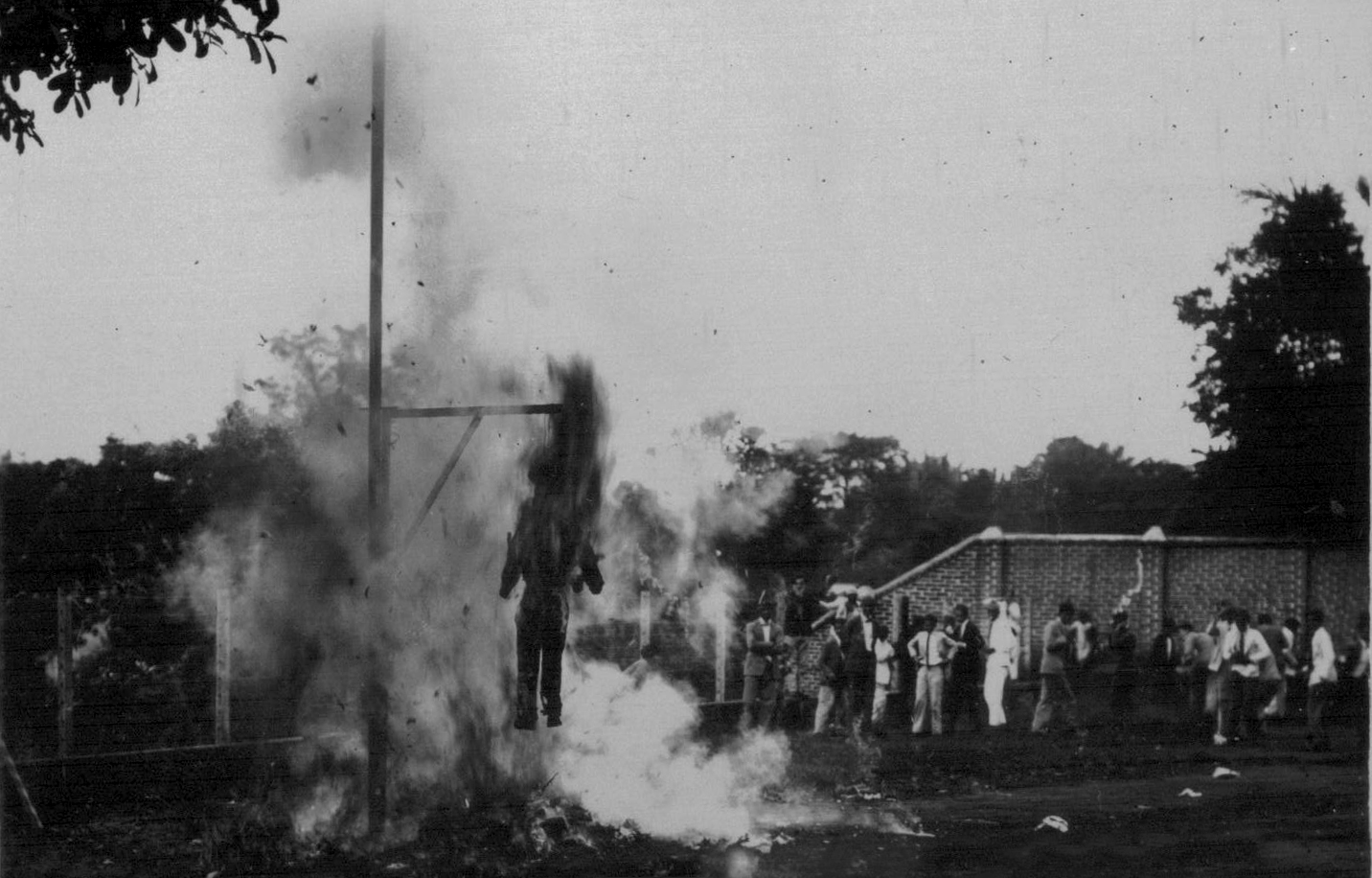
‘Queima do Judas’, Academia de Comércio, Juiz de Fora, Brazil, 1909

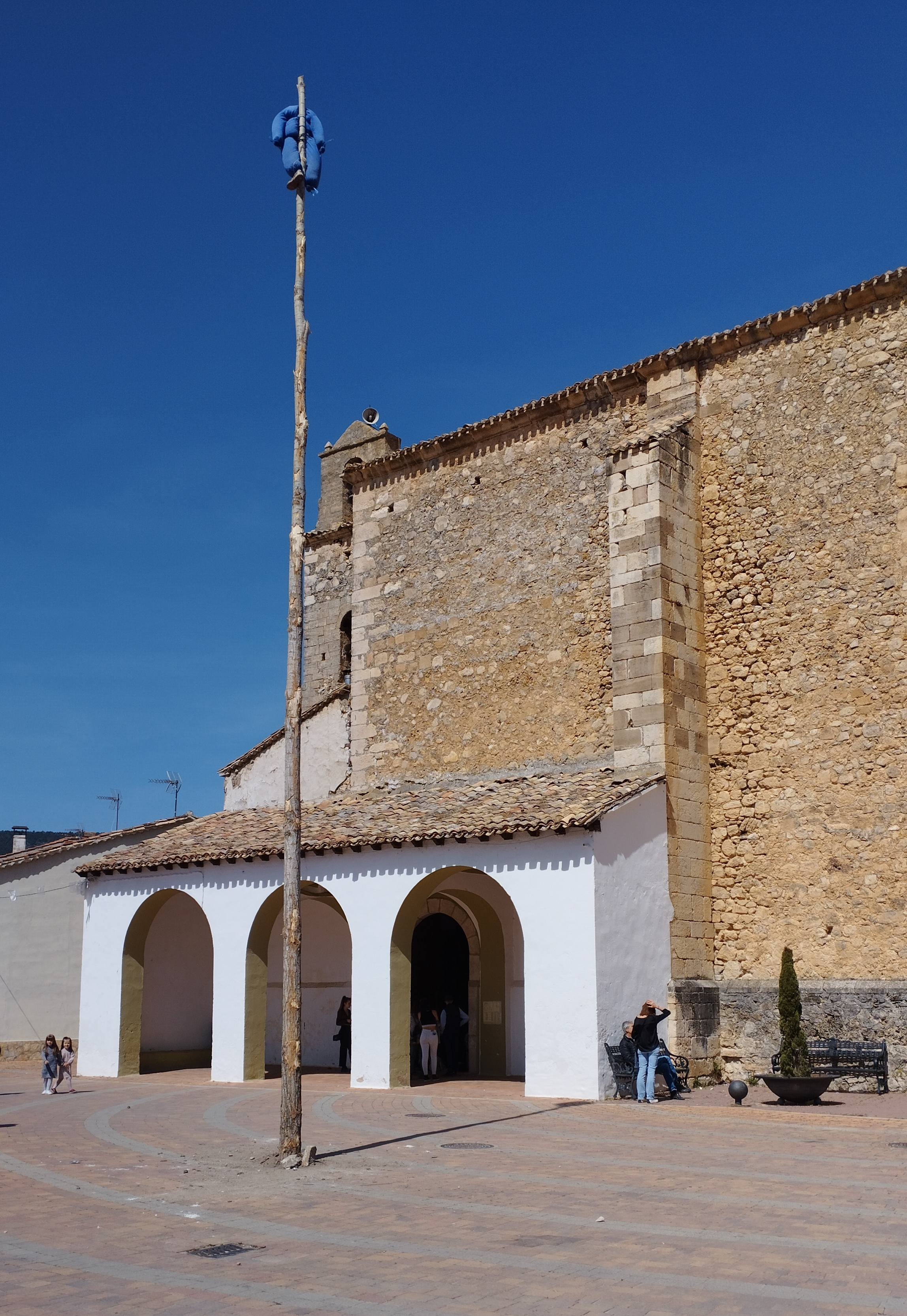
Pelele empleado para la Fiesta del Judas en Cañamares.

La Fiesta del Judas, Quema de Judas o Manteo del Judas es una tradición local de algunos pueblos españoles e iberoamericanos en los que, preferentemente el Domingo de Resurrección, en Semana Santa, se apedrea, lincha o quema un muñeco que representa a Judas Iscariote, por su traición a Cristo.
En algunos lugares, esta celebración se realiza otro día del año.

## España: características y tipologías
En España existen cuatro tipos de fiestas del Judas; las quemas, los apedreamientos, los manteamientos y las procesiones o exposiciones de muñecos.

### Apedreamientos

#### El Día del Judas en Robledo de Chavela
El Día del Judas se celebra en Robledo de Chavela (Madrid) y lo organizan los juderos, o quintos de la localidad. Los quintos se encargarán de apedrear un muñeco, clavado en lo alto de un largo tronco y que ha sido preparado por ellos durante los dos meses previos:

El Judas es un muñeco que los quintos hacen y disfrazan del personaje que haya sido más popular durante el año; se ata a un pino de gran altura (motivo de competición entre las quintas de años sucesivos) y se acompaña de cántaros que se cuelgan en cruz en lo alto del tronco; antiguamente en ellos se introducían animales que caían al vacío al ser apedreados a la voz de:
—¿Quién te mató?
—¡Aquél!
—¡A pedradas con él!
En la actualidad se ha conseguido cambiar esa costumbre cambiándolos por caramelos y confeti, pero manteniendo las palomas que salen volando al romperse los cántaros. Por la noche los quintos han rondado a sus madres, novias y amigos con canciones tradicionales autóctonas manteniendo los cánticos hasta las doce de la mañana, momento en el que se produce el encuentro de Jesucristo resucitado con la Virgen María. A mediodía, los quintos se reúnen a comer los tradicionales corderos o cabritos.

En el largo tronco donde se cuelga al Judas se ponen carteles satíricos que hacen referencia a la situación política y social del momento.
Esta fiesta se celebra ante las imágenes de la Virgen y de Cristo resucitado, y el apedereamiento comienza en el momento en que esas dos tallas se juntan en la Plaza. La imagen de la Virgen ha sido previamente "desvelada" antes de acercarla a la de Jesús.
La fiesta enlaza igualmente con los antiguos ritos de iniciación de la adolescencia (aunque pospuesta a la edad en que los jóvenes ya son "quintos"), como la fiesta de la Hoguera de los Quintos, también organizada por los jóvenes en Robledo de Chavela.
Esta antigua tradición se cree que comenzó con los inicios de la Villa.

##### Confección del muñeco
Se utilizan diversos materiales para su confección: tela, escayola, paja, madera, cántaros de barro, pintura de colores y un pino. Cada año los quintos luchan por poner un pino más alto y han llegado a sobrepasar los 18 metros de altura. Las maromas permanecen en remojo desde el día anterior y son un elemento imprescindile para enderezar a mano el tronco. Los familiares y vecinos del pueblo ayudan a los jóvenes al alzamiento de dicho tronco.

##### La colocación del muñeco
La ceremonia empieza la noche de Sábado Santo, celebrando la Misa Pascual. Los quintos y sus familias asisten a la misa, y, al salir de la misma, comienza, ese sábado por la noche, la colocación del muñeco, al lado del Ayuntamiento, en la plaza del pueblo. El año 2004 fue la primera vez en toda la historia de la fiesta en que su celebración tuvo lugar fuera del lugar de costumbre, debido a las obras del aparcamiento subterráneo que se estaban realizando en ese momento bajo la plaza.
Los padres de los quintos, ayudan a colocar, en un extremo del pino, el muñeco y la base para las vasijas. Según la tradición, esta base debe ser muy consistente, puesto que, en el interior, las vasijas guardarán muchas sorpresas: caramelos, vino, queso, agua, confetis y palomas.
Las palomas se crían en la torre de la iglesia, donde se cogen, y, cuando los mozos rompen las vasijas, regresan volando a su lugar de origen: la torre de la iglesia. Los ancianos del lugar cuentan que estas palomas son las únicas que sirven para esta tradición, ya que otras no se adaptan, y se mueren dentro de los cántaros de barro.
Una vez colocado todo, comienza la parte más delicada: se enganchan fuertemente por la parte superior del pino unas cinco maromas, de las que tiran todos: hombres, mujeres, visitantes que acuden a ver la fiesta... Al mando de una única voz que grita "arriba" el palo se va elevando poco a poco, pues, si se hace bruscamente, se puede ir hacia un lado y provocar un accidente entre el público que acude a verlo, además acabar con el trabajo que han realizado los quintos durante los meses previos. Si se rompe tienen que improvisar otro rápidamente, pues la fiesta ha de celebrarse. Una vez que se ha subido y colocado bien y de una forma segura, el muñeco queda suspendido en el aire.

##### La Ronda
Cuando todo está listo, los quintos invitan a todos los que han colaborado a pan, vino y embutido. Tras reponer fuerzas, empiezan a rondar a sus madres y novias. Parten desde la plaza, con las guitarras, para cantar las primeras jotas de seguidillas robledanas al alcalde y al cura. Después se irán acercando a distintas ventanas o balcones, para rondar a sus madres o a sus novias.
La ronda dura hasta las 9 de la mañana. Desde esa hora, y hasta las once y media, descansan e invitan a un trozo de torta de anís a todos los conductores que pasan por la plaza, como gesto de hospitalidad y amistad. Los conductores, a cambio, tendrán que darles un donativo para la comida y la cena.). A las once y media los quintos se sitúan junto a tres montones de piedras de río puestas delante del Judas.

##### El apedreamiento
De la iglesia salen dos procesiones, una de mujeres y otra de hombres. La de mujeres la encabeza la imagen de la Virgen de los Dolores, cubierta con un paño negro. La de hombres, la imagen del Sagrado Corazón de Jesús (simbolizando a Cristo ya resucitado), al descubierto. En la plaza, se realiza silenciosamente el encuentro de las dos imágenes. 
Uno de los quintos preguntar a la imagen del Cristo: "¿Quién te mato?" Otro, que representa la voz del mismo Jesús responde: "¡Aquél!", señalando al muñeco, y todos los jóvenes, a una, dicen: "pues a pedradas con él..." Tras esa señal, empieza a sonar el Himno Nacional y, los quintos comienzan a tirar piedras al muñeco para romper las vasijas y enseñar al público lo que éstas contienen. Lo más espectacular de la tradición es la salida de las palomas volando hacia la torre de la iglesia. Una vez rotas todas las vasijas (lo que puede llevar un gran rato), todos, en procesión acuden a Misa de Resurrección.

##### Origen y simbología de la fiesta
Carmen Iglesias nos describe de esta forma la simbología de esta tradición:

En el Judas encontramos superpuestos, y posteriormente adoptados y transformados por la Iglesia Católica el rito de el Mayo en definitiva la colocación en el centro del pueblo, de un palo lo más alto posible que, como y con fertilidad para las mujeres, no en vano coincide esta celebración con el fin del invierno y el albor de la primavera, época del renacer de la vida y de la fertilidad.

Pero además unido a esto, encontramos el acto de apedrear a un muñeco, antiguamente podía ser un animal o incluso personas, como símbolo de alejamiento de los malo espíritus, en definitiva como rito exhorcista para expulsar el mal de la comunidad.

Por último, fiesta de rito de iniciación. Los jóvenes se incorporan al mundo de los adultos tras pasar determinadas pruebas y demostrar habilidades, tanto fuerza como destreza. Tras ello, y en medio del reconocimiento público quieren ser admitidos a ese mundo antes citado. En todo ello tendría origen remoto la fiesta que estudiamos y que sin duda obdece a motivaciones bien distintas, consecuencia tanto del paso de los siglos, como de la transformación de la realidad social y cultural de nuestros pueblos.
Carmen Iglesias

#### Pedro Abad, Córdoba
La tarde noche del Sábado de Gloria los vecinos de este pueblo cordobés realizan un muñeco que cuelgan en alambres. Los niños y niñas del pueblo siguiendo el sonido de un tambor recorren los diferentes puntos en los que se encuentran los Judas. El muñeco se quema entre vítores y alegrías. 

#### Venta del Moro, Valencia
La noche del Sábado de Gloria en la que se barrunta la próxima resurrección de Cristo comienza el protocolario y reiterativo suplicio del Judas en Venta del Moro (Valencia). Un muñeco de trapo y paja, que representa al apóstol delator de la historia sagrada, es colgado del campanario de la iglesia parroquial. No sólo se trata de reproducir el fin del arrepentido suicida tal como relatan los textos bíblicos sino más bien de recrear el castigo del impío en una escena pública y con el protagonismo general de la comunidad. Con el Judas se cumplen los anhelos de justicia de la comunidad cristiana. El suplicio del Judas es un acto que acompaña y sobrepasa la liturgia cristiana, que se vincula a las formas exteriores de religiosidad popular a través de su sincronización con la procesión del Encuentro, que no aparece regulado en parte alguna pero que la tradición uniformiza y reproduce con la memoria del calendario, encargando a los jóvenes mantenerla viva y materializarla exclusivamente ante, por y para la comunidad celebrante de la Pascua.
Siempre son los quintos quienes se ocupan de que el monigote penda de la torre hasta el amanecer del Domingo de Resurrección, mientras tañen sin parar las campanas que la anuncian. Al Judas, allá en lo alto, se le divisa desde casi todo el pueblo durante la noche y sobre todo al amanecer, y es durante la temprana procesión del Encuentro, y ante toda la feligresía, cuando el Judas es despeñado. La caída y el choque contra el suelo sirven de detonador para que un expectante grupo de niños, pertrechados de bastones y cañas, comiencen a apalear al monigote en la misma plaza, al lado mismo del lugar donde se produce el Encuentro y mientras las campanas y a veces la pólvora lo celebran. Después, todavía atado a la cuerda, es arrastrado por algunas calles del pueblo para ser conducido a las inmediaciones rambla. Este recorrido vial constituye también un descenso metafórico hasta lo más bajo, hasta el fondo, al lugar donde antaño iban a parar los desperdicios, donde sus despojos son quemados y pataleados, arrojados o abandonados junto a lo desechable y lo sucio.
Aderezados de trajes ridículos, insinuaciones mordaces, muchas veces con pasquines u otros indicadores más precisos, estos muñecos histriónicos pretendían reprender por todas partes con representaciones más o menos figuradas los comportamientos malsanos, vitales o morales, tanto concretos y próximos al vecindario como los generales y difusos que afectaban a todo el género humano. El final del personaje criticado u odiado, identificado o no con un vecino, reconocido en una actitud o en una acción indeseable, o sublimado bajo la estampa conceptual del mal, vulgarizada y generalizada con la del Judas, siempre es el mismo - la ejecución, la destrucción o la hoguera — porque lo que se pretende simbólicamente es purificar a la comunidad vecinal, expulsar todos los elementos negativos y a la vez, también, conjurar y propiciar el porvenir, otorgando un papel principal y loable a los niños y a los jóvenes. Precisamente la presunción de inocencia infantil juega un papel trascendental gracias a su protagonismo justiciero, que es tolerado en una ejecución espontánea y emblemática, y del mismo modo son los quintos, la flor y nata de la juventud, los abanderados del futuro, quienes propician la estética de la representación preocupándose por preparar el monigote y el marco escénico del Encuentro en Venta del Moro.
El marco de la representación de las escenas del Judas y del Encuentro en Venta del Moro es decorado con ramas de pino o pinos jóvenes en la plaza de la iglesia y con dos o tres construcciones efímeras de postes, recubiertos de brezo, sabinas silvestres y las flores de los primeros frutales que proporciona la estación, los cuales sirven para encuadrar a modo de pasillo el principal acceso a la iglesia por donde transcurre la procesión. Este rústico decorado hace las veces de las características enramadas de mayo y de los engalanamientos callejeros propios de la celebración de la Pascua Florida, cuya memoria se halla perdida entre los recuerdos de juventud de los más mayores. Así, el suplicio del Judas y la resurrección de Cristo significan el principio de una nueva estación, vigorizan simbólicamente la naturaleza y obran el milagro de la primavera, del reverdecer de los campos y de la reanudación, una vez más, del ciclo agrario que hace posible la supervivencia futura. La manifestación social de todo ello se refleja en el canto de coplas a la Virgen, la patrona local, y en los mayos que pretenden el emparejamiento de mozos y mozas de Venta del Moro.

#### Villadiego, Burgos
Fue de las fiestas del Judas más populares y de más arraigo dentro del ciclo festivo de primavera. Seguramente, hunde sus raíces en los ritos más antiguos que las primeras civilizaciones agrícolas celebraban en el año lunar, el equinoccio de marzo o, para ser más precisos, el día 20, fecha en la cual entra el Sol en Aries.
La naturaleza resucitaba del letargo y muerte invernal y fueron frecuentes los ritos que incluyeron la quema de muñecos y peleles, simbolizando el mal y la muerte que desaparecían con el fuego purificador, para renacer a una nueva vida primaveral.
En el Concilio de Nicea, año 325, recordando el calendario lunar, la iglesia decidió celebrar la Pascua de Resurrección el domingo siguiente al primer plenilunio después del equinoccio de primavera. Pronto recogió y bautizó, dando un significado cristiano, muchos de los ritos y tradiciones que en la antigüedad pagana había creado en la celebración del año lunar.
Este fue probablemente el origen de la fiesta del Judas, discípulo traidor y símbolo del mal para los cristianos y personificación de todos los males cometidos por el pueblo durante el año. Con la quema de Judas desaparecían las rencillas, estafas, robos, envidias... Y se resucitaba a una nueva vida. Servía la fiesta par presentar y vivir de una forma sencilla el significado litúrgico de la Pascua: paso del pecado y la muerte a la gracia y a la vida.
La fiesta arraigó en nuestras gentes y hasta principios de siglo se celebraba en la mayor parte de nuestros pueblos y en muchas ciudades. En todos aparece la figura central del Judas, un pelele que ante el regocijo general acababa en la hoguera. En muchos precedía a este acto un juicio grotesco en el que se recordaba la vida de Judas, según la leyenda que nos trasmitió en el siglo XII Jacobo de la Vorágine, todos los males por él cometidos y los que en el pueblo seguían perpetrándose.
De forma mucho más espectacular se representaba el Judas en Burgos, Lerma, Villadiego, Castrillo del Val y Belorado. En estas localidades duraba varios días de desfiles, batallas, mucha pólvora y alboroto, hasta que se lograba apresar al Judas. Desfilaban, luciendo sus uniformes, la infantería, formada por Dragones y Granaderos, la artillería y caballería de los Turcos. La banda municipal marcaba con sus himnos el ritmo del desfile, mientras Los Cadenas ocultaban al Judas con la ayuda de Los Miñones.
Era duro el enfrentamiento entre los defensores del Judas y los ejércitos reales, quienes después de diversas alternativas lograban imponerse y apresar al discípulo traidor. Entre el alborozo del pueblo se le llevaba a la Plaza Mayor para ser públicamente juzgado y condenado. El mal quedaba reducido a cenizas y el pueblo, purificado, celebraba la reconciliación.

#### Quema de Judas en Camarena, Toledo
En Camarena, la noche de la víspera del Domingo de Resurrección, los quintos y quintas, ataviados con su ropa andrajosa recorren las calles del pueblo tirando cohetes y haciendo presencia en el pueblo. También esa noche, junto con sus familiares, levantan un arco de ramas en la plaza y lo adornan con mantones de Manila. Debajo de ese arco tendrá lugar el encuentro en procesión de Cristo Resucitado y la Virgen María, esta última imagen portada por las quintas. En ese momento en el que se encuentran, prenden fuego al Judas, un muñeco de paja con una bomba en su interior, caracterizado con algún personaje famoso de regocijo popular, que ellos mismos han creado. Durante el encuentro preden fuego a la bomba del Judas y se produce una gran explosión. Después se produce una misa a la que deben acudir. Después es tradicional pedir dinero para celebrar una comida.

#### El Judas de Talayuelas, Cuenca
En Talayuelas (Cuenca), también se quema al Judas. Los quintos y quintas del Judas queman un monigote relleno de paja el Domingo de Resurrección a la madrugada. Normalmente, como es habitual en todas estas celebraciones, el Judas es un personaje polémico (normalmente por haber realizado malas acciones). Además, los quintos y quintas del Judas redactan una serie de críticas contra este personaje y se lanzan cohetes "rateros" durante toda la Semana Santa. 

#### El Judas de Samaniego, Álava
En Samaniego (Álava), previamente se hace un concurso de Judas (un muñeco, también hecho de paja, que representa a Judas Iscariote).
El ganador es colgado en un palo de chopo de unos 15 metros de altura y se celebra un juicio, culpándole de todos los males ocurridos en el año en el pueblo. Al final es condenado culpable y quemado en la puerta de la iglesia.

#### Fiesta del Judas en Cabezuela del Valle, Cáceres
En Cabezuela del Valle (Cáceres), en la denominada Fiesta del Judas, se quema un monigote que, previamente, se pasea por todo el pueblo a lomos de un burro. Después del paseo se procede a la toma de ponche y dulces típicos de la zona. Es una fiesta muy conocida en la provincia de Cáceres a la que se estima que acuden más de 3000 personas.

#### La Paca y el Judas de Bocígano, Guadalajara
En Bocígano (Guadalajara), en Semana Santa se preparan dos muñecos de paja, que son quemados en la plaza; luego los mozos cogen ramas ardiendo y persiguen a los vecinos.

#### Quema de Judas en Zarzuela de Jadraque, Guadalajara
En Zarzuela de Jadraque (Guadalajara), el ayuntamiento proporciona a jóvenes y adultos sacos, paja e hilo para confeccionar un Judas de grandes proporciones que es quemado posteriormente en las eras del pueblo el Domingo de Resurrección. A continuación se reparten caramelos entre los más y los morros sabrosos

#### Quema de Judas en El Burgo, Málaga
En El Burgo (Málaga), se da esta fiesta, que combina tradiciones populares y religiosas, y comenzó a realizarse en el municipio en los años 40, gracias a un párroco vasco que llegó al pueblo y decidió hacer una mezcla de las tradiciones del sur con su lugar de origen.
La celebración, tal y como la conocemos actualmente, consiste en la procesión de la Virgen de la Medalla Milagrosa y el Corazón de Jesús. A mediodía, se cruza con un muñeco de trapo relleno de pólvora, que representa a un Judas de gran altura, que será quemado para celebrar la Resurrección de Jesús. La cara del muñeco suele ser asociada con un personaje público conocido por su mal comportamiento, y varía cada año. En sus inicios, el Judas tenía la medida de una persona, pero, conforme han avanzado los años, su tamaño ha ido aumentando, hasta llegar a los 6 metros que mide hoy en día.

### Manteamientos
El manteo de Judas es una variación de la Fiesta del Judas propia de algunas localidades de Castilla-La Mancha y de otros municipios de España (como en Moreda de Álava).
La tradición, que se realiza usualmente en Semana Santa (en algún caso en carnaval), consiste en elaborar un muñeco de paja, el cual representa a Judas Iscariote. El muñeco se pasea manteándolo por el pueblo, para acabar quemándolo (también puede haber apedreo previo).
Aunque durante muchos años se vinculó con los quintos, más tarde ha pasado a ser una tradición mantenida por peñas de jóvenes.
El manteo se acompaña de cánticos y mofas. En Buenache de Alarcón y Santa Cruz de la Zarza, por ejemplo, podemos oír la letrilla:
Arriba pelele,
arriba con él.
Su padre le quiere,
su madre también.
Todos le queremos:
¡Arriba con él!,
¡arriba con él!

#### El Volantín de Tudela, Navarra
En Tudela (Navarra), el Sábado Santo, a las 10 de la mañana, un muñeco o pelele de madera, con sus miembros articulados, vestido ridículamente y con un puro-petardo en la boca, recibe asustado al encargado que pone fuego al dicho petardo. El torno al que está sujeto el muñeco comienza a moverse de izquierda a derecha y viceversa, dando lugar a que el Volantín o Judas a quien representa, vaya dando vueltas y más vueltas cayendo al suelo pedazos de traje.

### Procesiones o exposiciones de muñecos

#### Los Capuchinos Traidores de Algete, Madrid
En Algete (Madrid) es muy típica la Procesíón de los Capuchinos Traidores, que sacan en procesión la imagen de Judas Iscariote

#### Fiesta de los Judas de Yecla, Murcia
Esta fiesta se celebra en Yecla (Murcia) a primeros de mayo y tiene su origen en los sucesos que se produjeron con motivo de la invasión de las tropas francesas durante la Guerra de la Independencia Española, a principios del siglo XIX. En ella se cuelgan en medio de las calles los típicos Judas (muñecos de trapo de elaboración propia, con carteles satíricos que hacen referencia a la situación política y social); se acompañan con bailes, degustación de platos típicos yeclanos, guiñoles, exposiciones, charlas y pasacalles.

#### Día de "Las Candelarias en Castilblanco de los Arroyos, Sevilla
En Castilblanco de los Arroyos (Sevilla), el 2 de febrero, los vecinos de las distintas barriadas del pueblo hacen montones de ramas que son decoradas con motivos reivindicativos de la actualidad, alrededor de los cuales se celebran reuniones de amigos, cenas y diversos juegos como la rueda en la que los vecinos en coro se lanzan un búcaro y van siendo eliminados los que lo partan. Es habitual colocar judas u otras representaciones en lo más alto de las candelarias.

## España: Listado de localidades

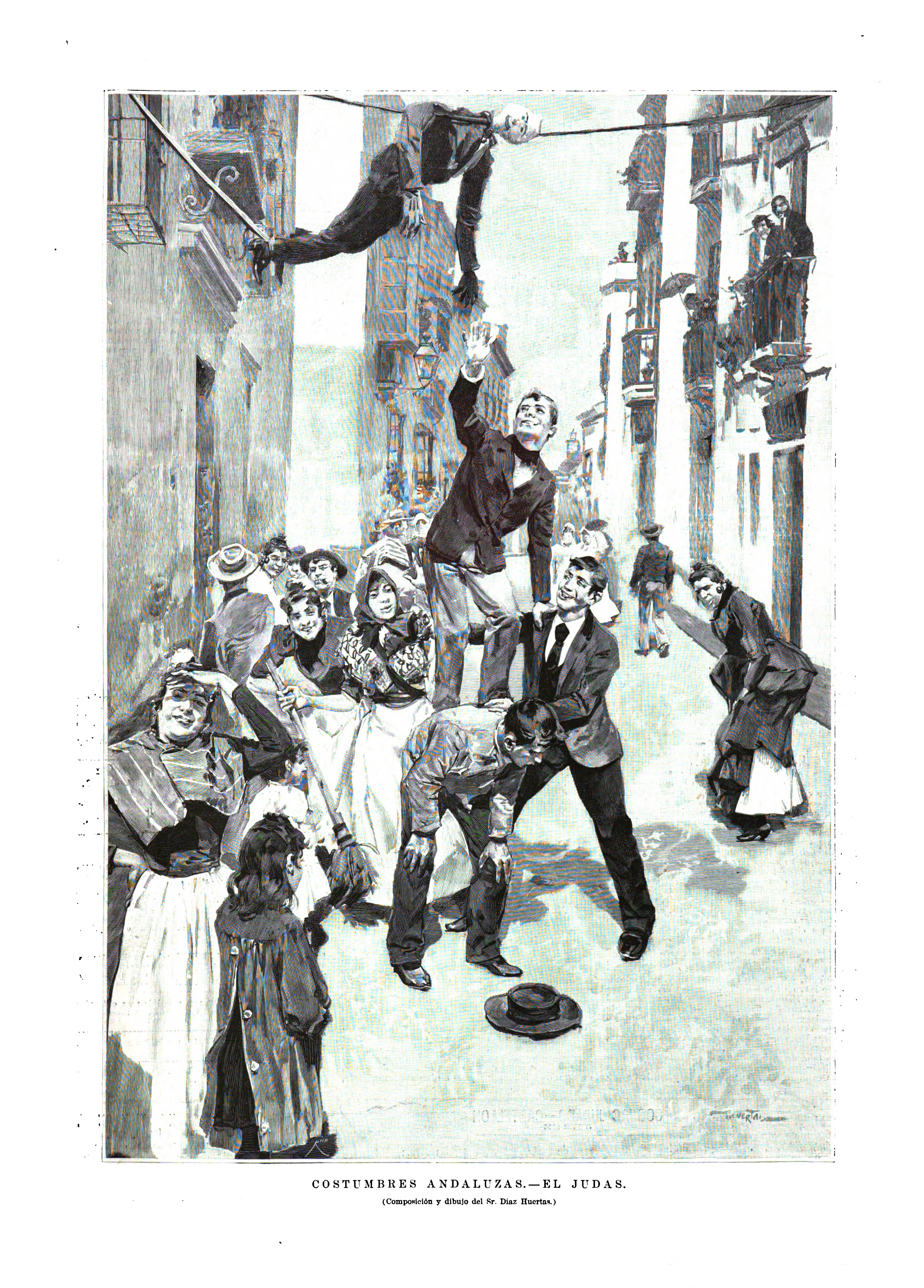
«Costumbres andaluzas.—El Judas» por Huertas (La Ilustración Española y Americana, 1894)

Esta lista general muestra las localidades en las que se dan diferentes tipos de celebraciones de esta Fiesta: 
- Andalucía
  - Adamuz (Córdoba)
  - Alájar (Huelva)
  - Alcóntar  (Almería )
  - Almadén de la Plata (Sevilla)
  - Alosno (Huelva)
  - Armuña de Almanzora (Almería)
  - Coripe (Sevilla)
  - El Cerro de Andévalo (Huelva)
  - El Burgo (Málaga)
  - Fuenteheridos (Huelva)
  - Hinojos (Huelva)
  - La Victoria (Córdoba)
  - Marigenta (Huelva)
  - Paterna del Río (Almería)
  - Pedro Abad (Córdoba)
  - Somontín (Almería)
  - Urrácal (Almería)

- Canarias
  - Taganana (Tenerife)
  - Teror (Las Palmas)

- Cantabria
  - Bárcena de Pie de Concha (Cantabria)
  - San Sebastián de Garabandal (Cantabria)

- Castilla y León
  - Sotoserrano (Salamanca)
  - Trespaderne (Burgos)
  - Villadiego (Burgos)

- Castilla-La Mancha
  - Ablanque (Guadalajara)
  - Albalate de las Nogueras (Cuenca)
  - Buenache de Alarcón (Cuenca)
  - Belvís de la Jara (Toledo)
  - Baños de Tajo (Guadalajara)
  - Bocígano (Guadalajara)
  - Camarena (Toledo)
  - Cañamares (Cuenca)
  - Cañete (Cuenca)
  - Las Ventas de Retamosa (Toledo)
  - Castillo de Bayuela (Toledo)
  - El Casar de Escalona (Toledo)
  - Chozas de Canales (Toledo)
  - Cogollor (Guadalajara)
  - Gamonal (Toledo)
  - Marjaliza (Toledo)
  - Menasalbas (Toledo)
  - Miguelturra (Ciudad Real)
  - Santa Cruz de la Zarza (Toledo)
  - Segurilla (Toledo)
  - Talayuelas (Cuenca)
  - Talavera de la Reina (Toledo)
  - Zarzuela de Jadraque (Guadalajara)

- Comunidad Valenciana
  - Camporrobles (Valencia)
  - Venta del Moro (Valencia)
- Extremadura
  - Cabezuela del Valle (Cáceres)
  - Garganta la Olla (Cáceres)
  - Jarandilla de la Vera (Cáceres)
  - Torremenga de la Vera (Cáceres)
- Madrid
  - Algete (Madrid)
  - Majadahonda (Madrid)
  - Montejo de la Sierra (Madrid)
  - Robledo de Chavela (Madrid)
  - Tielmes (Madrid)

- Murcia
  - Águilas (Murcia)
  - Lorca (Murcia)
  - Yecla (Murcia)

- Navarra
  - Allo (Navarra)
  - Los Arcos (Navarra)
  - Tudela (Navarra)
- La Rioja[9][10]
  - Alfaro (La Rioja)
  - Anguiano (La Rioja)
  - Arnedo (La Rioja)
  - Cenicero (La Rioja)
  - Corera (La Rioja)
  - Cornago (La Rioja)
  - El Redal (La Rioja)
  - Enciso (La Rioja)
  - Grávalos (La Rioja)
  - Huércanos (La Rioja)
  - La Villa de Ocón (La Rioja)
  - Rincón de Soto (La Rioja)
  - Sotés (La Rioja)
  - Viguera (La Rioja)

- País Vasco[11]
  - Baños de Ebro (Álava)
  - Moreda de Álava (Álava)
  - Lapuebla de Labarca (Álava)
  - Samaniego (Álava)

## América: características y tipologías

### Bolivia
San Joaquín de Aguas Dulce, Beni
JUDAS Y EL BAILE DE LOS MOROS, 
(Una cultura urbana joaquiniana con sus usos y costumbres que data de 1709).

Para referirnos a esta celebración debemos entrar a escudriñar la historia con sus Mitos y ritos que dan sostenibilidad y vigencia a ciertas prácticas como la conocidaen Europa y América con el nombre de la “Quema del Judas” y que San Joaquín de Agua Dulce, la realiza desde su fundación porque es una actividad folklórica que nació juntamente con ella. Y es que las culturas tienen sustancia genuina que deben valorarse en su propio territorio, de ahí la necesidad de remontarse a las realidades vividas, donde nativos e invasores, en diversas épocas, fueron haciendo su propia historia folclórica, en una mezcla de costumbres nativas y exóticas enseñanzas; entre los escépticos y los religiosos.
Sobre la base de una de las 36 Etnias registradas en Bolivia, San Joaquín nació el miércoles 21 de agosto de 1709 a la orilla izquierda del río San Martín, afluente del río Blanco o Baures (Provincia Iténez), cerca de las poblaciones de Baures y Huacaraje. Se organizó con indígenas de la tribu Baure y a los 87 años de fundación el año 1796, A la cabeza del cacique indígena Gabriel Hojeari, se trasladó el pueblo donde actualmente se encuentra.
Y traemos a colación esta síntesis histórica, porque no podríamos hablar de la “fiesta de Judas”, sin tocar la historia de San Joaquín, a fin de encontrar las raíces de esta tradicional fiesta que nos llegó junto con la conquista y colonización por parte de españoles que introdujo la práctica de la Quema del Judas. Esta tradición tiene formas superficialmente distintas en los diferentes pueblos y regiones que, de alguna manera, tuvieron influencias del Viejo Mundo, variando según el contexto, pero tratando de mantener siempre intacta la parte interior o esotérica que es inalterable e incomunicable (pues precisa de la propia experiencia o iniciación). Creemos que San Joaquín, como una de las misiones más antiguas (1709) nació con esta tradicional fiesta a diferencia de otras poblaciones que tienen su fecha de creación posterior y que quieren atribuírsela como patrimonio propio, sin considerar que esa cultura folclórica están enraizado en los pueblos más antiguos especialmente los que tuvieron una influencia de conquista por medio del Evangelio de Jesús.
No podemos negar también que esta cadena de celebraciones es tendiente a su rompimiento en la época moderna, porque se va perdiendo (se esconde) la Tradición verdadera y solo persisten sucedáneos (a vistas de los no iniciados) que no transmiten ninguna realidad trascendente, pues se trata sólo de manifestaciones físicas reproducibles, divertidas y hasta degeneradas, que no transmiten las realidades interiores que debenreproducirse a través de múltiples formas, ajustados a los límites establecidos por la misma tradición
HISTORIA
Debemos considerar que en España, corona que conquistó América, se tienen muchas poblaciones que celebran con bastante similitud la fiesta de Judas. En América, tenemos a Perú donde está profundamente arraigada esta tradición sobre todo en Arequipa en los distritos tradicionales como: Yanahuara, Cayma, Characato, entre otros donde se realiza una lectura de testamento burlesco en el que Judas hereda sus bienes a personajes conocidos (políticos, del espectáculo, deportistas y personajes reconocidos en cada distrito). Igualmente hay tradiciones de quema del judas en Valparaíso, Chile. 
Venezuela se quema a Judas por primera vez en 1499 en figura de Américo Vespucio, pero se instituye la tradición desde 1801 en Caracas para manifestar reclamo o rechazo a gobernantes. También se practica esta tradición en México y Paraguay
En Bolivia y particularmente Beni, Tras la llegada de los españoles en 1492 es probable que Cristóbal Colón a través de su comitiva de blancos y religiosos haya introducido estas prácticas a los indios. 
Después de 217 años de la llegada de Cristóbal Colón, el primer registro de la danza de judas se lo da en el emplazamiento que realizaran los padres jesuitas pedro blanco y pedro rada con indígenas de tribus baure, con un destino bastante barroco, la misión jesuita de San Joaquín introduce a su estirpe sus danzas y costumbres.
A los 11 años de la primera danza de judas registrada en la historia o a los 228 años del ingreso de los españoles a América,   a orillas del río itonama el padre jesuita Gabriel Ruiz realiza el registro de fundación el 22 de julio de 1720 de nuestra señora de la magdalena con tribus itonama asentados en la ribera del río.
Con estos antecedentes se muestra que esta danza religiosa pagana por el tiempo de fundación primero se la ensayó y practicó en san Joaquín, porque no es una danza autóctona, pues los registros nos muestran que la realizan en varios países tanto en el Viejo Mundo como en las Américas, lo que nos lleva a decir, con meridiana claridad que es una danza exógena. Autóctono podemos decir de los Macheteros, porque era un ritual propio de los guerreros del gran Moxos; aunque, también, con sus propias características como que los de San Joaquín su ritmo es más marcial
En nuestras regiones fue introducida la danza de judas con características similares pero distintas en el estilo de sus máscaras que hacen una característica regional.
Este rito es motivo de fiestas y celebraciones, se acompaña de música y de diferentes formas de celebración en las calles, actos culturales y es acompañado con diferentes bebidas alcohólicas.
TRADICION
Considerando esta tradicional fiesta pagano-religiosa como parte de la cultura de los pueblos de Moxos y en rescate del sentido enigmático que conlleva la misma,a esa mescolanza colorida y disfrazada jocosamente, que enarbola el alma de los conciudadanos, debemos prestarle la mayor de las atenciones para perpetuarla en el espacio y el tiempo en resguardo de esos ritos y mitos que le dan historia a nuestros pueblos.
Debemos cuidar que el modernismo no le quite la esencia tradicional a esta celebración, cuidando el sentido, la música, el ritmo, la vestimenta primitiva y la solemnidad religiosa que el acto conlleva en estas fiestas de intensa actividad litúrgica que concluye con este simbólico acto de la traición de Judas y su accionar presente con los aspectos políticos, administrativos militares y religiosos.
La práctica de la Quema del Judas nos muestra la interrelación como decíamos al inicio, de mito y rito. La tradición nos da el mito (no importa aquí su verdad histórica) mientras que el rito da una solución que permite a cada sujeto que participa en él expresar su conflicto edípico con su consiguiente angustia de castración. 
Con estas consideraciones, creemos que la Fiesta de Judas y el baile de los Moros, debe ser una celebración propia de Moxos, con asentado énfasis cultural en las poblaciones de San Joaquín y Magdalena, respectando el orden cronológico de sus asentamientos jesuíticos, como depositarios de la preservación de esta celebración tradicional porque debemos reconocer que no es una fiesta autóctona, pero de verdadera significación social religiosa que debe tutelarse como parte de la cultura de estos pueblo hermanos.
El arte y la cultura debe ser aparejos de unificación de los pueblos, del compartir usos y costumbres y disfrutarlas en la sana intención de traer momentos de solaz y avivamiento al alma.
JUDAS
Judas se celebra San Joaquín y Magdalena.
La tradición de judas, muñecos de cuerpo entero hecho de trapo, vestido de ropa vieja. Es tan vieja como el descubrimiento de América. Su danza toma cuerpo en Cumaná Venezuela en 1499 después que Don Américo Vespucio se apareciera en esas playa, cargado de espejismo y virajitos para cambiar por perlas y hacer que los indios le construyeran una hermosa barraca donde se alojó.  En este mismo lugar donde don Américo Vespucio instaló su barraca se dio origen a la fabricación del muñeco de judas, comparándolo a don Américo Vespucio como judas debido a la espera durante muchas lunas en vano de los indígenas que se sintieron traicionados. Luego se hizo común en todos los pueblos de nuestra geografía durante el día "Domingo de Resurrección".
En San Joaquín se acostumbra hacer el judas de la misma manera, un muñeco vestido con ropas viejas, zapatos gafas y en fin toda la vestimenta que consideran necesaria para mostrar al gracioso sujeto que hace de judas, y que al hacerlo, lo esconde con lo cual se inicia la danza de los “Moros”, que al son de bombo y flauta bailan recorriendo las calles en busca del traidor judas, hasta que lo encuentra en día domingo de resurrección, lo hacen recorrer las calles para que la población disfrute y aplauda el hallazgo, tengan conocimiento de sus faltas y de su castigo, escuchen su testamento hasta concluir en con su quema en plena plaza principal.

### Costa Rica
En Costa Rica, la actividad se conoce como Quema de Judas y se lleva a cabo el Sábado Santo, a pesar de sus orígenes religiosos, la Iglesia Católica local se ha desmarcado de la misma desde finales del siglo XX y el evento es usualmente perpetrado cómo vandalismo, por lo que es una problemática recurrente que requiere de intervención policial, incluso con policía antidisturbios así como del cuerpo de bomberos. Desde principios del siglo XXI la actividad ha mermado poco a poco, pero siguen existiendo focos reconocidos de la actividad.
En la provincia de Heredia es donde más se dieron casos de estas actividades problemáticas durante las década de 2000 y 2010, el problema era particularmente grave en el barrio Bajo Los Molinos del distrito San Josecito del cantón de San Rafael, hasta que en 2012 por medio de la intervención de los vecinos, se instauraron actividades culturales y educativas en las calles del barrio. Una solución similar a la problemática se lleva a cabo en el distrito de San Pedro del cantón de Barva, donde el restaurante de paellas La Lluna de Valencia inició una actividad gastronómica y cultural con los vecinos y policías desde el 2015.
Otras localidades en las que aún ocurren los disturbios en la provincia de Heredia incluyen el distrito de San Juan del cantón de Santa Bárbara, y barrios varios de los cantones de Barva, Heredia y San Pablo. Debido a las acciones tomadas en los barrios y poblados de la provincia de Heredia hacia finales de la década de 2010, se ha dado una tendencia de qué se den estas actividades en barrios del cantón de Alajuela de la vecina provincia de Alajuela, particularmente en el distrito de San Rafael. En la provincia de San José se realiza esta actividad en el distrito de Pavas del cantón de San José.

### México

#### Las Festividades de los Judíos en Purísima del Rincón
En Purísima del Rincón (Guanajuato, México), en Semana Santa se celebran las Festividades de los Judíos (que son personas disfrazadas con máscaras), que duran tres días, en los que se persigue supuestamente a Judas (un señor con una máscara blanca en el primer día). En la noche, Judas vende a Jesús y se apagan todas las luces del centro de la ciudad para prender antorchas y llevar a Jesús arrestado al templo del Señor de la Columna.
En los siguientes dos días, Judas trae una máscara negra de pecador y las personas vestidas con máscaras y con faldas lo persiguen por toda la ciudad, y, el viernes, lo atrapan hacia las 5 de la tarde. Judas se esconde por donde puede y, al final, cuando lo atrapan, lo ahorcan en el jardín principal. Después lo llevan entre todos cargando hasta el templo del Señor de la Columna, a 2 manzanas de ahí.

### Perú
En Perú esta profundamente arraigada esta tradición sobre todo en Arequipa en los distritos tradicionales como: Yanahuara,  Cayma, Characato, entre otros donde se realiza una lectura de testamento burlesco en el que Judas hereda sus bienes a personajes conocidos (políticos,  del espectáculo, deportistas y personajes reconocidos en cada distrito).
Igualmente hay tradiciones de quema del judas en Venezuela, donde se quema a Judas por primera vez en 1499 en figura de Americo Vespucio, pero se instituye la tradición desde 1801 en Caracas para manifestar reclamo o rechazo a gobernantes —Yaracuy y Tocuyo de la Costa y México y Paraguay

### Uruguay
La ceremonia se extiende desde mediados de noviembre hasta la Nochebuena.
Es conveniente remarcar que la misma ha perdido todo carácter religioso, y la totalidad de los niños que participan desconocen el origen del nombre y pocos lo asocian con Judas Iscariote. 
A mediados del mes de noviembre, con un mes al menos de antelación a la Nochebuena, los niños se organizan naturalmente en grupos, y con ayuda de mayores confeccionan con prendas viejas que cada uno dona, un muñeco relleno de papel de diario.
La cabeza algunas veces es confeccionada con una cabeza de otro muñeco, una media con los ojos dibujados o lo que cada grupo crea mejor.
Durante todo ese mes, los niños de casi todas las clases sociales, acomodan al muñeco en la calle de su barrio, y solicitan a todo transeúnte "una monedita p´al Juda", tal vez reminiscencia inconsciente de los 30 denarios por los que Judas entregó a Cristo. 
El día 24 de diciembre, lo juntado se divide entre todos los que participaron en la "recolección" o en un fondo común se compran fuegos pirotécnicos, para la celebración que tendrá lugar a la media noche.
Llegada la hora 00.00 del día 25, se hace la quema del Juda, con fuegos artificiales que junto con el papel de su relleno sirve para la combustión del mismo. Tal vez como venganza, también inconsciente, al personaje bíblico.

### Venezuela
En casi todo el territorio venezolano hay una tradición en la que distintas comunidades tienen una amplia participación el Domingo de Resurrección, pero son famosas las que se realizan en Caracas, en diversos estados orientales y en Lara, Cojedes y Aragua. Se trata de La quema de Judas, esta tradición tiene un significado simbólico de justicia popular, pues a través de esta el pueblo expresa sus quejas y descontentos con relación a los acontecimientos políticos y comportamiento de figuras públicas y funcionarios del estado, de igual forma trata de dar finiquito simbólico a la Cuaresma para garantizar su resurrección el próximo año. El motivo original es recordar la traición de Judas a Cristo, y simbólicamente alude a la traición del personaje escogido para ser el Judas, a su pueblo, comunidad o hasta el país.
El “Judas” en cuestión es un muñeco elaborado con telas, ropas viejas y trapos, relleno con fuegos artificiales que aportan los participantes de la quema de cada comunidad, estos fuegos artificiales son explotados una vez el Judas es ahorcado y se quema.
Generalmente se hace el muñeco de cuerpo entero y se viste con zapatos y trajes usados, se le colocan lentes, guantes y distintos accesorios, que aportan y colocan los integrantes de la comunidad que lo crean.
La ceremonia comienza cuando es escogido la persona de la comunidad, estado o país que sea considerada por sus acciones una amenaza para la sociedad y que sea merecedora de burlas o escarnios.
Una vez identificado el personaje que amenaza con sus actos a la colectividad, se procede a escribirse un testamento, que de forma sarcástica identifican al Judas, expresando un resumen de su vida y de sus actos, de sus faltas y que por término expresa los últimos deseos del personaje.
El muñeco es elaborado a semejanza del Judas escogido para ser castigado, se le coloca una soga al cuello y previo a su quema es arrastrado y ahorcado de forma dramática. Más dramática aún se vuelve su quema y explosión.
Antes de ser quemado debe recorrer las calles del pueblo o comunidad para que todos sus habitantes o pobladores tengan conocimiento de sus faltas y de su castigo, una vez cumplido este recorrido y leído su testamento, el Judas se sube a un árbol o poste de luz y allí es ahorcado y posteriormente quemado.
Este rito es motivo de fiestas y celebraciones, se acompaña de música y de diferentes formas de celebración en las calles, actos culturales y es acompañado con guarapitas y diferentes bebidas alcohólicas.
Esta tradición se dice que es tan vieja que se cuenta que el primer Judas quemado en Venezuela se realizó en Cumaná en el año 1499 y fue representando como Américo Vespucio, cuando este se presentó con espejitos y baratijas para ser cambiadas por perlas y hacer que los indios le construyeran un bergantín, la embarcación fue construida y en ese mismo bergantín se marchó Don Américo y jamás regresó, los indios en vista de que el conquistador no regresaba decidieron hacer una especia de espantapájaros y colocarlo en el sitio donde se fabricó la barraca de Don Américo, allí le prendieron fuego y bailaron al son de los tambores y chirimías. Posteriormente durante la Capitanía general de Venezuela cuando algún personaje cometía algún error esperaban su caída y lo judaizaban. Se cree que el primer Judas de Caracas se quemó en el año 1801 y luego se hizo común en nuestro pueblo quemar a Judas el Domingo de Resurrección.